# Powiat Asakuchi
Powiat Asakuchi (jap. 浅口郡 Asakuchi-gun) – powiat w Japonii, w prefekturze Okayama. W 2024 roku liczył 10 803 mieszkańców.

## Miejscowości
- Satoshō